# Maa-chan no nikkichō
Maa-chan no nikkichō (マアチャンの日記帳? lett. "Il diario di Ma-chan") è un manga del 1946 di Osamu Tezuka. È in assoluto il primo lavoro del "dio del manga" Osamu Tezuka, che lo disegnò quando aveva 17 anni.

## Trama
Maa-chan no nikkichō è un manga che racconta le avventure quotidiane di un bambino di nome Maa-chan. Il manga è composto da 73 strisce.

## Personaggi
- Maa-chan: bambino cresciuto dopo la seconda guerra mondiale.
- Ton-chan: amico di Ma-chan.
- Papà: padre di Ma-chan.
- Mamma: madre di Ma-chan.
- Maestro: insegnante di scuola di Ma-chan.